# Italia ai Giochi della VII Olimpiade
L'Italia partecipò ai Giochi della VII Olimpiade svoltisi a Anversa dal 20 aprile al 12 settembre 1920, con una delegazione ufficiale di 162 atleti.

## Medaglie

### Medagliere per discipline
| Sport             | Oro | Argento | Bronzo | Totale |
| ----------------- | --- | ------- | ------ | ------ |
| Scherma           | 5   | 1       | 0      | 6      |
| Atletica leggera  | 2   | 0       | 2      | 4      |
| Ginnastica        | 2   | 0       | 0      | 2      |
| Equitazione       | 1   | 2       | 2      | 5      |
| Canottaggio       | 1   | 1       | 0      | 2      |
| Sollevamento pesi | 1   | 1       | 0      | 2      |
| Ciclismo          | 1   | 0       | 0      | 1      |
| Pugilato          | 0   | 0       | 1      | 1      |
| Totale            | 13  | 5       | 5      | 23     |

### Medaglie d'oro
| Medaglia | Nome | Sport             | Evento                           |
| -------- | --- | ----------------- | -------------------------------- |
| Oro      | Ugo Frigerio | Atletica leggera  | 3 km di marcia                   |
| Oro      | Ugo Frigerio | Atletica leggera  | 10 km di marcia                  |
| Oro      | Arnaldo Carli Ruggero Ferrario Franco Giorgetti Primo Magnani | Ciclismo          | Inseguimento a squadre           |
| Oro      | Tommaso Lequio di Assaba | Equitazione       | Salto ostacoli individuale       |
| Oro      | Nedo Nadi | Scherma           | Fioretto individuale             |
| Oro      | Nedo Nadi | Scherma           | Sciabola individuale             |
| Oro      | Baldo Baldi Tommaso Costantino Aldo Nadi Nedo Nadi Abelardo Olivier Oreste Puliti Pietro Speciale Rodolfo Terlizzi | Scherma           | Fioretto a squadre               |
| Oro      | Antonio Allocchio Tullio Bozza Giovanni Canova Tommaso Costantino Andrea Marrazzi Aldo Nadi Nedo Nadi Abelardo Olivier Paolo Thaon di Revel Dino Urbani | Scherma           | Spada a squadre                  |
| Oro      | Baldo Baldi Federico Cesarano Francesco Gargano Aldo Nadi Nedo Nadi Oreste Puliti Giorgio Santelli Dino Urbani | Scherma           | Sciabola a squadre               |
| Oro      | Giorgio Zampori | Ginnastica        | Concorso individuale             |
| Oro      | Arnaldo Andreoli Ettore Bellotto Pietro Bianchi Fernando Bonatti Luigi Cambiaso Luigi Contessi Carlo Costigliolo Luigi Costigliolo Giuseppe Domenichelli Roberto Ferrari Carlo Fregosi Romualdo Ghiglione Ambrogio Levati Francesco Loi Vittorio Lucchetti Luigi Maiocco Ferdinando Mandrini Lorenzo Mangiante Antonio Marovelli Michele Mastromarino Giuseppe Paris Manlio Pastorini Ezio Roselli Paolo Salvi Giovanni Tubino Giorgio Zampori Angelo Zorzi | Ginnastica        | Concorso a squadre               |
| Oro      | Ercole Olgeni Giovanni Scatturin Guido De Filip | Canottaggio       | Due con                          |
| Oro      | Filippo Bottino | Sollevamento pesi | Pesi massimi (Oltre gli 82,5 kg) |

### Medaglie d'argento
| Medaglia | Nome                                                               | Sport             | Evento                      |
| -------- | ------------------------------------------------------------------ | ----------------- | --------------------------- |
| Argento  | Ettore Caffaratti Garibaldi Spighi Giulio Cacciandra Carlo Asinari | Equitazione       | Concorso completo a squadre |
| Argento  | Alessandro Valerio                                                 | Equitazione       | Salto ostacoli individuale  |
| Argento  | Aldo Nadi                                                          | Scherma           | Sciabola individuale        |
| Argento  | Pietro Annoni Erminio Dones                                        | Canottaggio       | Due di coppia               |
| Argento  | Pietro Bianchi                                                     | Sollevamento pesi | Pesi medi (67,5-75 kg)      |

### Medaglie di bronzo
| Medaglia | Nome                                                                | Sport            | Evento                        |
| -------- | ------------------------------------------------------------------- | ---------------- | ----------------------------- |
| Bronzo   | Ernesto Ambrosini                                                   | Atletica leggera | 3000m siepi                   |
| Bronzo   | Valerio Arri                                                        | Atletica leggera | Maratona                      |
| Bronzo   | Edoardo Garzena                                                     | Pugilato         | Pesi Piuma                    |
| Bronzo   | Ettore Caffaratti                                                   | Equitazione      | Concorso completo individuale |
| Bronzo   | Alessandro Alvisi Giulio Cacciandra Ettore Caffaratti Carlo Asinari | Equitazione      | Salto ostacoli a squadre      |

### Plurimedagliati
| Nome               | Sport            | Oro | Argento | Bronzo | Totale |
| ------------------ | ---------------- | --- | ------- | ------ | ------ |
| Nedo Nadi          | Scherma          | 5   | 0       | 0      | 5      |
| Aldo Nadi          | Scherma          | 3   | 1       | 0      | 4      |
| Ugo Frigerio       | Atletica leggera | 2   | 0       | 0      | 2      |
| Giorgio Zampori    | Ginnastica       | 2   | 0       | 0      | 2      |
| Baldo Baldi        | Scherma          | 2   | 0       | 0      | 2      |
| Tommaso Costantino | Scherma          | 2   | 0       | 0      | 2      |
| Abelardo Olivier   | Scherma          | 2   | 0       | 0      | 2      |
| Oreste Puliti      | Scherma          | 2   | 0       | 0      | 2      |
| Dino Urbani        | Scherma          | 2   | 0       | 0      | 2      |

## Risultati

### Pallanuoto
| Atleta | Classifica                                                                                                |                   |
| --- | --- | ----------------- |
| V · D · M Nazionale maschile italiana di pallanuoto · Giochi olimpici - Anversa 1920 Bafico · Beretta · E. Boero · M. Boero · Burlando · Cabella · Luè · Lungavia · Olivari · Vassallo · CT : - | 6° |                   |
| Nazionale maschile italiana di pallanuoto · Giochi olimpici - Anversa 1920 | |                   |
| Bafico · Beretta · E. Boero · M. Boero · Burlando · Cabella · Luè · Lungavia · Olivari · Vassallo · CT: -                                                                                       | Bafico · Beretta · E. Boero · M. Boero · Burlando · Cabella · Luè · Lungavia · Olivari · Vassallo · CT: - | Italia (bandiera) |